# Многоиглый морской окунь
Многоиглый морской окунь, или многоиглый морской ёрш, или многоиглый ёрш (лат. Sebastes polyspinis), — вид морских лучепёрых рыб семейства  скорпеновых (Scorpaenidae). Обитает в северной Тихого океана. Встречается на глубине до 740 м. Максимальная длина 49 см. Промысловая рыба.

## Описание
Несколько удлинённое тело покрыто ктеноидной чешуёй. Высота тела укладывается 2,8—3,5 раза в стандартной длине тела. На голове хорошо развиты только носовые шипы; предглазничные, надглазничные, заглазничные, тимпальные шипы мелкие и малозаметные. Корональные и нухальные шипы отсутствуют. Нижняя челюсть немного выдаётся вперёд, с округлым симфизиальным бугорком, который направлен вниз. На предкрышечной и межкрышечной крышках до 9 мелких шипиков. На предкрышке 5 радиально расположенных шипов. Межглазничное пространство выпуклое, у́же диаметра орбиты глаза. Окончание верхней челюсти доходит до вертикали заднего края зрачка. На первой жаберной дуге 35—39 жаберных тычинок. Длинный спинной плавник с 14 колючими и 13—16 мягкими лучами. В анальном плавнике 3 колючих и 7—9 мягких лучей. Вторая колючка не достигает вершины третьей. В грудном плавнике 17—19 мягких лучей. Хвостовой плавник с небольшой выемкой. В боковой линии 43—53 чешуй. Позвонков 28.

## Биология
Морские придонные рыбы. Максимальная продолжительность жизни 57 лет